# Фолквин V фон Шваленберг
Фолквин V фон Шваленберг (на немски: Volkwin von Schwalenberg; * ок. 1240/1245, † 4 май 1293) от фамилията на графовете на Шваленберг, е от 1275 г. епископ на Минден.

## Живот
Той е по-малък син на граф Фолквин IV фон Шваленберг († пр. 1255) и съпругата му Ерменгард фон Шварцбург († 1274), дъщеря на граф Хайнрих II фон Шварцбург († 1236). Брат е на Конрад II фон Щернберг, архиепископ на Магдебург (1266 – 1277), и Гюнтер фон Шваленберг, архиепископ на Магдебург, епископ на Падерборн (1307 – 1310).
Фолквин V първо е каноник в Минден и от 1275 г. като епископ на Минден има конфликти със светските си съседи. На 30 януари 1279 г. той дава градски права на Любеке при Минден.